# Джиммі Троттер
Джиммі Троттер (англ. Jimmy Trotter, 25 листопада 1899, Ізінгтон — 17 квітня 1984) — англійський футболіст, що грав на позиції нападника, зокрема за «Шеффілд Венсдей». По завершенні ігрової кар'єри — тренер.

## Ігрова кар'єра
У дорослому футболі дебютував 1919 року за «Бері», що у першому повоєнному чемпіонаті Англії змагався у Другому дивізіоні. 
Своєю грою за цю команду привернув увагу представників тренерського штабу іншого друголігового клубу «Венсдей», до складу якого приєднався 1921 року. Після декількох невдалих спроб 1926 року команда з Шеффілда повернулася до Першого дивізіону, причому за значної допомоги Троттера, який у сезоні 1925/26 з 37-ма голами став найкращим бомбардиром Другого дивізіону. Попри вищий рівень суперників повторив цей результат наступного сезону, знову забивши 37 голів і ставши найкращим бомбардиром, цього разу вже Першого дивізіону. Захищав кольори «Венсдей» до 1930 року, у двох останніх сезонах у цій команді ставав у її складі чемпіоном Англії.
Згодом два роки грав за «Торкі Юнайтед», а завершив ігрову кар'єру у «Вотфорді», за який виступав протягом частини 1932 року.

## Кар'єра тренера
Невдовзі після завершення ігрової кар'єри у середині 1930-х розпочав тренерську роботу, ставши асистентом Джиммі Сіда, наставника «Чарльтон Атлетіка». Пропрацювавши на цій позиції два десятиріччя, восени 1956 року, після звільнення Сіда з клубу, буд підвищений до головного тренера його команди. На той час «Чарльтон», проваливши початок сезону 1956/57, ішов на останньому місці турнірної таблиці Першого дивізіону Футбольної ліги, і новому головному тренеру не вдалося врятувати його від вильоту до Другого дивізіону. Наступного сезону команда до останнього туру зберігала шанси на повернення до елітного англійського дивізіону, проте зазнала поразки у вирішальній грі проти «Блекберн Роверз», в якій її задовільняла б нічия.
Надалі очолювана Троттером команда поступово втратила статус одного з основних претендентів на підвищення в класі, ставши середняком Другого дивізіону. Звільнено тренера було 1961 року після вкрай невдалої серії з 12 матчів, в яких було здобуто лише одну перемогу.
Помер 17 квітня 1984 року на 85-му році життя.

## Титули і досягнення
- Чемпіон Англії (2):

«Шеффілд Венсдей»: 1928/29, 1929/30
- Найкращий бомбардир Футбольної ліги Англії (1): 1926/27 (37 голів)